# Réunions des parties au protocole de Montréal
Pour un article plus général, voir Protocole de Montréal.
Les réunions des parties au protocole de Montréal sont des rencontres résultant d'un mécanisme du droit international de l'environnement, destinées à mettre à jour et favoriser l'application du protocole de Montréal relatif à la protection de la couche d'ozone. Elles ont lieu annuellement depuis la tenue de la première réunion à Helsinki en 1989.

## Genèse[1]
En 1974, les scientifiques Frank Sherwood Rowland et Mario Molina publient un article dans le journal Nature concluant que l'utilisation humaine des CFC est dommageable à la couche d'ozone. Trois ans plus tard, le Programme des Nations unies pour l'environnement crée un plan d'action mondial. 
Le 22 mars 1985, la Convention de Vienne est signée et mène à l'adoption du Protocole de Montréal le 16 septembre 1986 (soit avant même que la Convention de Vienne entre en vigueur, soit le 22 septembre 1988). 
Le 1er janvier 1989, le Protocole de Montréal entre en vigueur. Afin d'être le plus réactif possible, les Parties ont instauré, comme c'est le cas pour la plupart des traités en droit international de l'environnement, un mécanisme de Réunion des Parties. Le Protocole de Montréal ne fait pas exception à la règle et son article 11 établit la forme et le fond de ces Réunions.
La Trente-et-unième Réunion des Parties se déroule à Rome du 4 au 8 novembre 2019.

## Objectifs
Les dispositions de l'article 11 du Protocole de Montréal définissent notamment les objectifs de ces réunions :

« 

4. Les réunions des Parties ont les fonctions suivantes : 
a) Passer en revue l'application du présent Protocole;
b) Décider des ajustements ou des réductions dont il est question au paragraphe 9 de l'article 2 ;
c) Décider des substances à énumérer, à ajouter et à retrancher dans les annexes, et des mesures de réglementation connexes conformément au paragraphe 10 de l'article 2 ;
d) Établir, s'il y a lieu, des lignes directrices ou des procédures concernant la communication des informations en application de l'article 7 et du paragraphe 3 de l'article 9 ;
e) Examiner les demandes d'assistance technique présentées en vertu du paragraphe 2 de l'article 10 ;
f) Examiner les rapports établis par le Secrétariat en application de l'alinéa c) de l'article 12.
[réf. nécessaire] »

## Constats et décisions
Le 9 novembre 2018, soixante parties ont ratifié, approuvé ou adhéré à l'accord de Kigali au Protocole de Montréal.
En 2018, la décision XXX/3 sur les émissions inattendues de trichlorofluorométhane (CFC-11) constate que bien que la production et la consommation de CFC-11 soit théoriquement mondialement abolie, les scientifiques continuent d'en détecter des émissions.

## Liste des réunions des parties
| Réunion des Parties | Ville               | Date                          | Nombre de Parties présentes | Parties absentes                        | Organisation intergouvernementales et non gouvernementales présentes                                          |
| ------------------- | ------------------- | ----------------------------- | --------------------------- | --------------------------------------- | --- |
| Trente-et-unième    | Rome                | 4-8 novembre 2019             |                             |                                         | |
| Trentième           | Quito               | 5-9 novembre 2018             | 170                         | Afghanistan, Israël, Macédoine, Myanmar | 3M / Univesity of Southern California / Groupe d’experts intergouvernemental sur l’évolution du climat (GIEC) |
| Vingt-neuvième      | Montréal            | 20-24 novembre 2017           |                             | Afghanistan                             | |
| Vingt-huitième      | Kigali              | 10-15 novembre 2016           |                             |                                         | |
| Vingt-septième      | Dubai               | 1-5 novembre 2015             |                             |                                         | |
| Vingt-sixième       | Paris               | 17-21 novembre 2014           |                             |                                         | |
| Vingt-cinquième     | Bangkok             | 21-25 octobre 2013            |                             |                                         | |
| Vingt-quatrième     | Genève              | 12-16 novembre 2012           |                             |                                         | |
| Vingt-troisième     | Bali, Indonésie     | 21-25 novembre 2011           |                             |                                         | |
| Vingt-deuxième      | Bangkok             | 8-12 novembre 2010            |                             |                                         | |
| Vingt-unième        | Port Ghalib, Égypte | 4-8 novembre 2009             |                             |                                         | |
| Vingtième           | Doha                | 16-20 novembre 2008           |                             |                                         | |
| Dix-neuvième        | Montréal            | 17-21 septembre 2007          |                             |                                         | |
| Dix-huitième        | New Delhi           | 30 octobre - 3 novembre 2006  |                             |                                         | |
| Dix-septième        | Dakar               | 12-16 décembre 2005           |                             |                                         | |
| Seizième            | Prague              | 22-26 novembre 2004           |                             |                                         | |
| Quinzième           | Nairobi             | 10-14 novembre 2003           |                             |                                         | |
| Quatorzième         | Rome                | 25-29 novembre 2002           |                             |                                         | |
| Treizième           | Colombo             | 16-18 octobre 2001            |                             |                                         | |
| Douzième            | Ouagadougou         | 11-14 décembre 2000           |                             |                                         | |
| Onzième             | Beijing             | 29 novembre - 3 décembre 1999 |                             |                                         | |
| Dixième             | Le Caire            | 23-24 novembre 1998           |                             |                                         | |
| Neuvième            | Montréal            | 15-17 septembre 1997          |                             |                                         | |
| Huitième            | San José            | 25-27 novembre 1996           |                             |                                         | |
| Septième            | Vienne              | 5-7 décembre 1995             |                             |                                         | |
| Sixième             | Nairobi             | 6-7 octobre 1994              |                             |                                         | |
| Cinquième           | Bangkok             | 17-19 novembre 1993           |                             |                                         | |
| Quatrième           | Copenhague          | 23-25 novembre 1992           |                             |                                         | |
| Troisième           | Nairobi             | 19-21 juin 1991               |                             |                                         | |
| Deuxième            | Londres             | 27-29 juin 1990               |                             |                                         | |
| Première            | Helsinki            | 2-5 mai 1989                  |                             |                                         | |